# Tallkrogen
Tallkrogen är en stadsdel i Söderort inom Stockholms kommun som gränsar till Gamla Enskede, Gubbängen och Svedmyra. Tallkrogen räknas till Stockholms trädgårdsstäder.

## Äldre historia och namn
Området hörde en gång i tiden till Östberga gård, här fanns torpen Mossens gård och Lövlund. Stockholms stad köpte in Mossens gårds mark 1905, men det dröjde fram till 1930-talet innan man började exploatera marken. Gården ligger ännu kvar på Tallkrogsvägen 66, och används idag (2015) som kontor.
Namnet Tallkrogen kommer från en krog, nämnd redan 1668. Egentligen fanns det tre krogar: Stora Tallkrogen, Lilla Tallkrogen och Gamla Tallkrogen. De var belägna längs den gamla landsvägen mot Dalarö. När stadsdelen skulle få sitt namn fanns också möjligheterna att uppkalla den efter två torp, Sophem och Pottmyran, men vid stadsdelsindelningen 1934 valde man "Tallkrogen". 
Stora Tallkrogen fick sitt namn 1777 och kallades efter 1830-talet för Lilla Sköndal i samband med att Tallkrogen avsöndrades och såldes till Stockholms stad. Mangårdsbyggnaden och statarbostaden finns fortfarande kvar och ligger idag vid Bogårdsvägen nära korsningen Nynäsvägen / Tyresövägen. Bebyggelsen hör numera till stadsdelen Gubbängen.

## Bebyggelse

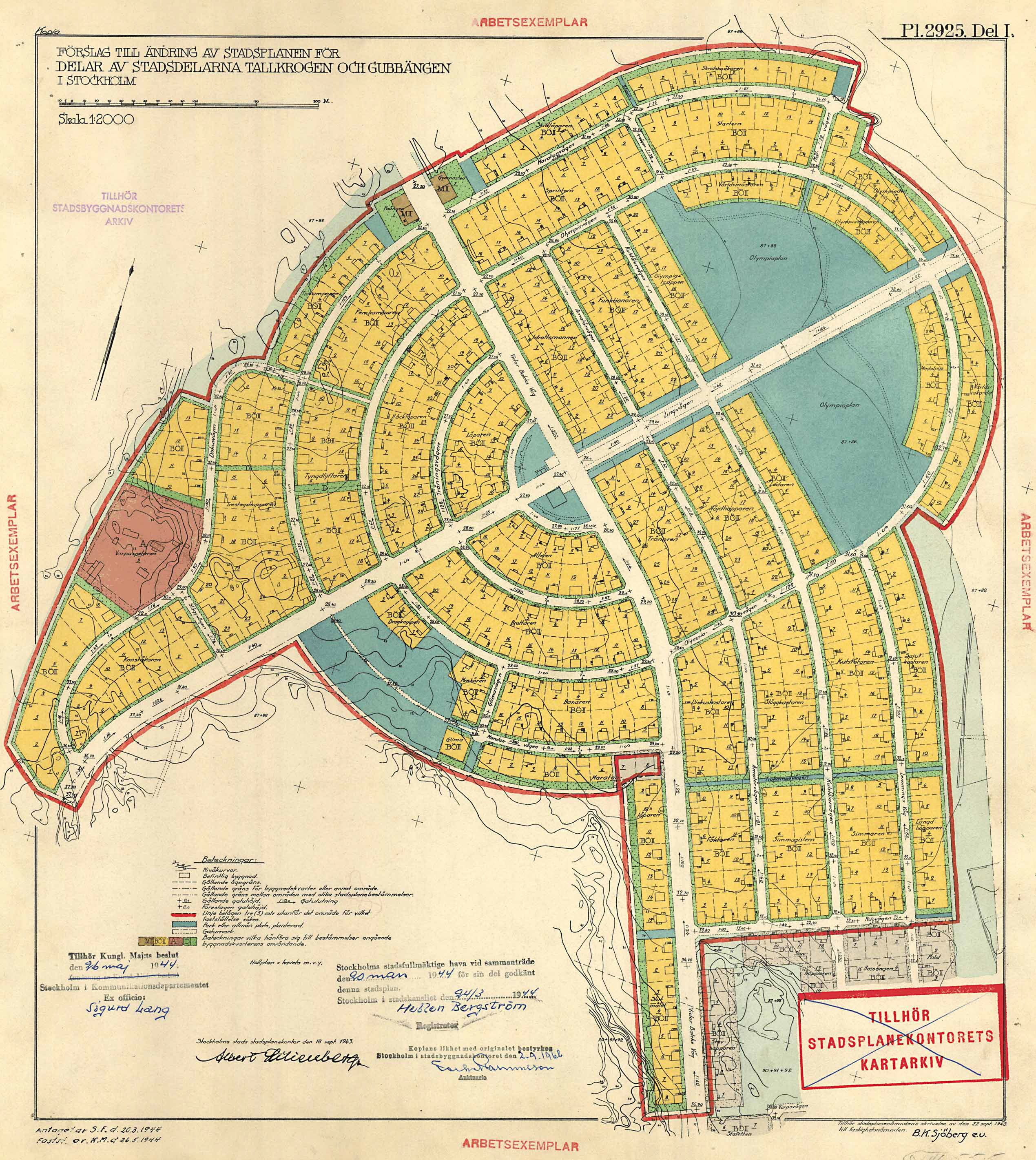
Stadsplan, Olympiaområdet.

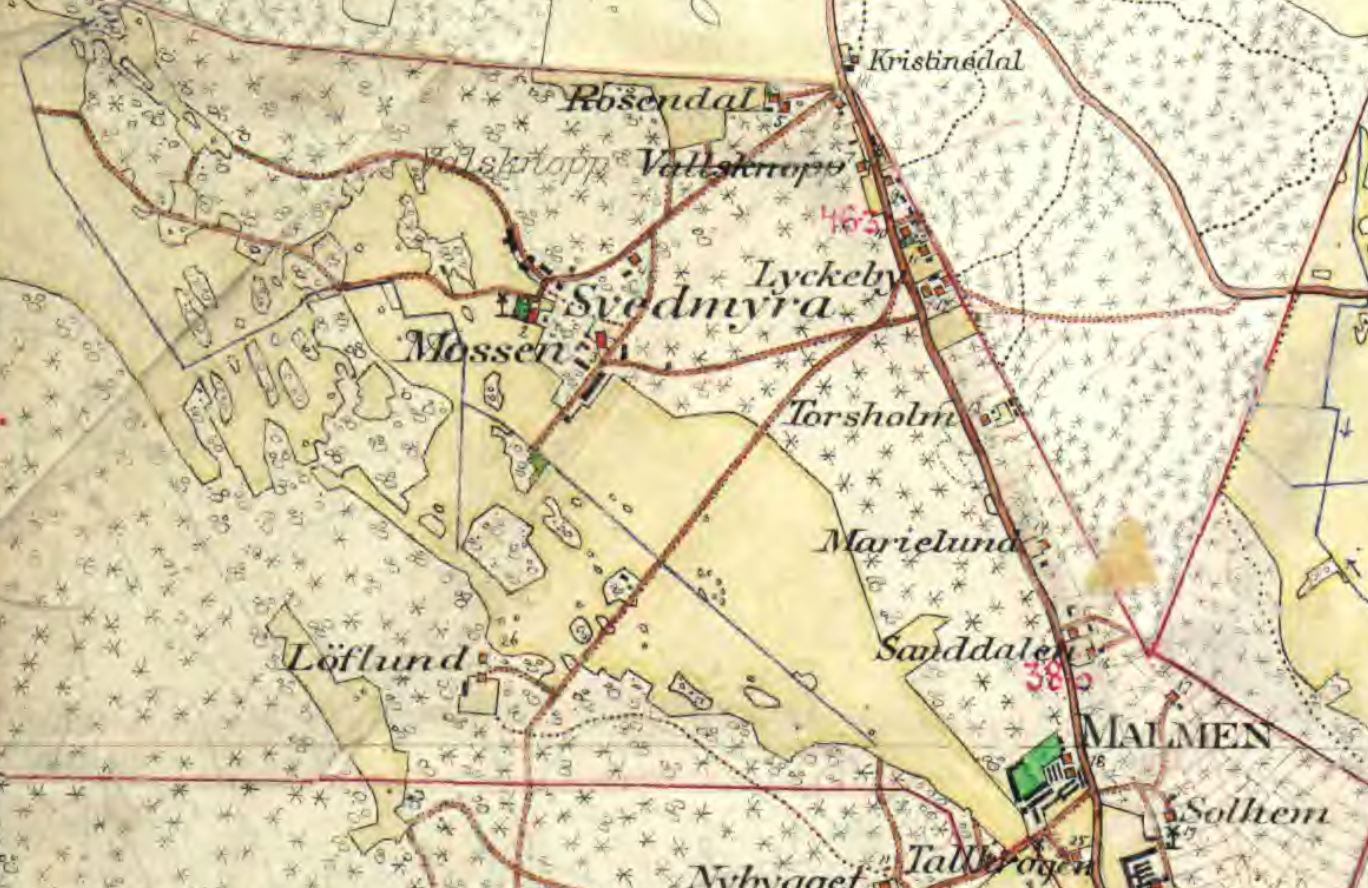
Gårdarna Mossen och Löflund 1901.

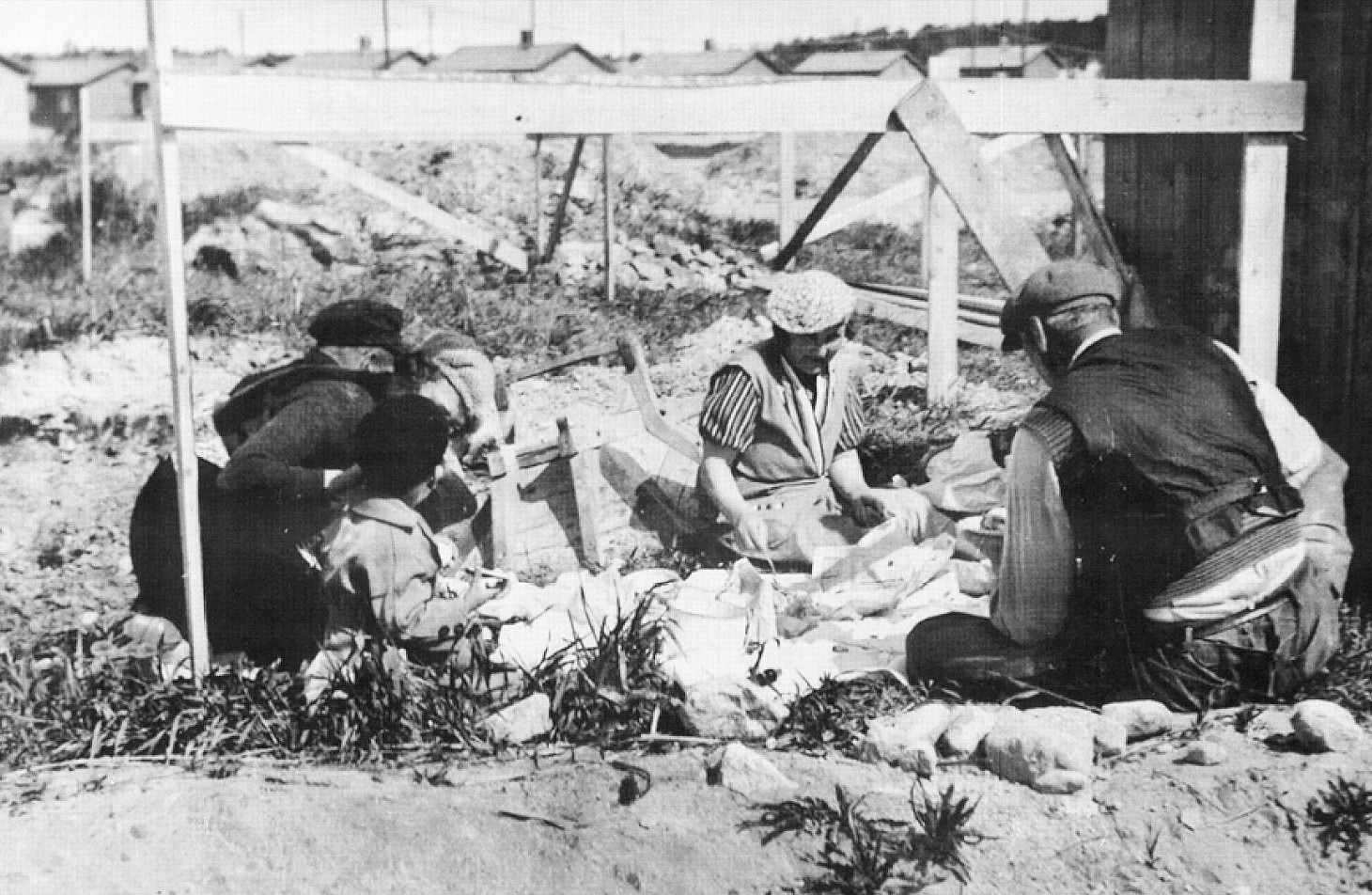
Nybyggarna i Tallkrogen, kafferast, 1935.

Mossens gårds huvudbyggnad från 1800-talets andra hälft är idag den äldsta bevarade byggnaden i Tallkrogen. Mossens egendom köptes av Stockholms stad redan 1905, men det skulle dröja ytterligare 30 år innan marken började bebyggas. 
Torpet Lövlund revs på 1970-talet för att ge plats åt en förskola. Det var på Mossens ägor som stadsdelen Tallkrogen började anläggas på 1930-talets mitt. Stockholms stadsmuseum har inte klassificerat byggnaden men den anses ändå värdefull. På gårdsplanen märks en mäktig ek med krondiameter på 27 meter som skyddas genom planbestämmelse eftersom den är viktig för upplevelsen av området.
Stadsdelen bildades 1933 efter att året innan räknats till stadsdelen Svedmyra. Den första stadsplanen togs fram 1933 av stadsplaneraren Albert Lilienberg. Den var mycket speciell, eftersom gatorna var utlagda som löparbanor runt en idrottsarena eller stadion. Detta område kallas för Olympiaområdet, och har gatunamn tagna från idrottsgrenar inom de olympiska spelen (Maratonvägen, Kulstötarvägen, Diskusvägen, Olympiavägen). Även kvartersbeteckningarna har olympiaanknytning (Sprintern, Skidlöparen, Olympiatruppen, Funktionären). Tre huvudgator fick sina namn uppkallade efter svenska idrottspionjärer. 
- Lingvägen efter Pehr Henrik Ling, den svenska gymnastikens fader
- Victor Balcks väg efter Victor Balck, den svenska idrottens fader
- Lemmings väg efter Eric Lemming, den förste svenska olympiske guldmedaljören

Den övervägande delen av bebyggelsen består av småhus, här restes omkring 950 stugor med självbyggeri fram till 1945. Olympiaområdet byggdes 1933-1934, de flesta med endast två rum. Det finns ungefär 10 olika hustyper, samtliga ritade av arkitekten Edvin Engström. Den första stugan byggdes på Kulstötarvägen 14. Husen uppfördes i regi av Stockholms stads småstugebyrå. Tomterna uppläts med tomträtt på 60 år med fast avgift över hela löptiden. En tomt på 513 m² betingade 1937 en årsavgift på 198 kronor.
Omkring hälften av bostäderna utgörs dock till antalet av hyreslägenheter som förvaltas av kommunen genom Familjebostäder. Området kring Tallkrogsvägen byggdes 1935. Hyreshusen kring Torögatan byggdes 1949–1952 av arkitekttrion Ancker-Gate-Lindegren. Tidigare fanns här koloniträdgårdar och en dansbana.
Åren 2015-2015 uppfördes sju bostadshus längs Tallkrogsvägen vilka sammanlagt innehåller ca 135 en- och tvårumslägenheter huvudsakligen avsedda som studentbostäder.

## Historiska bilder

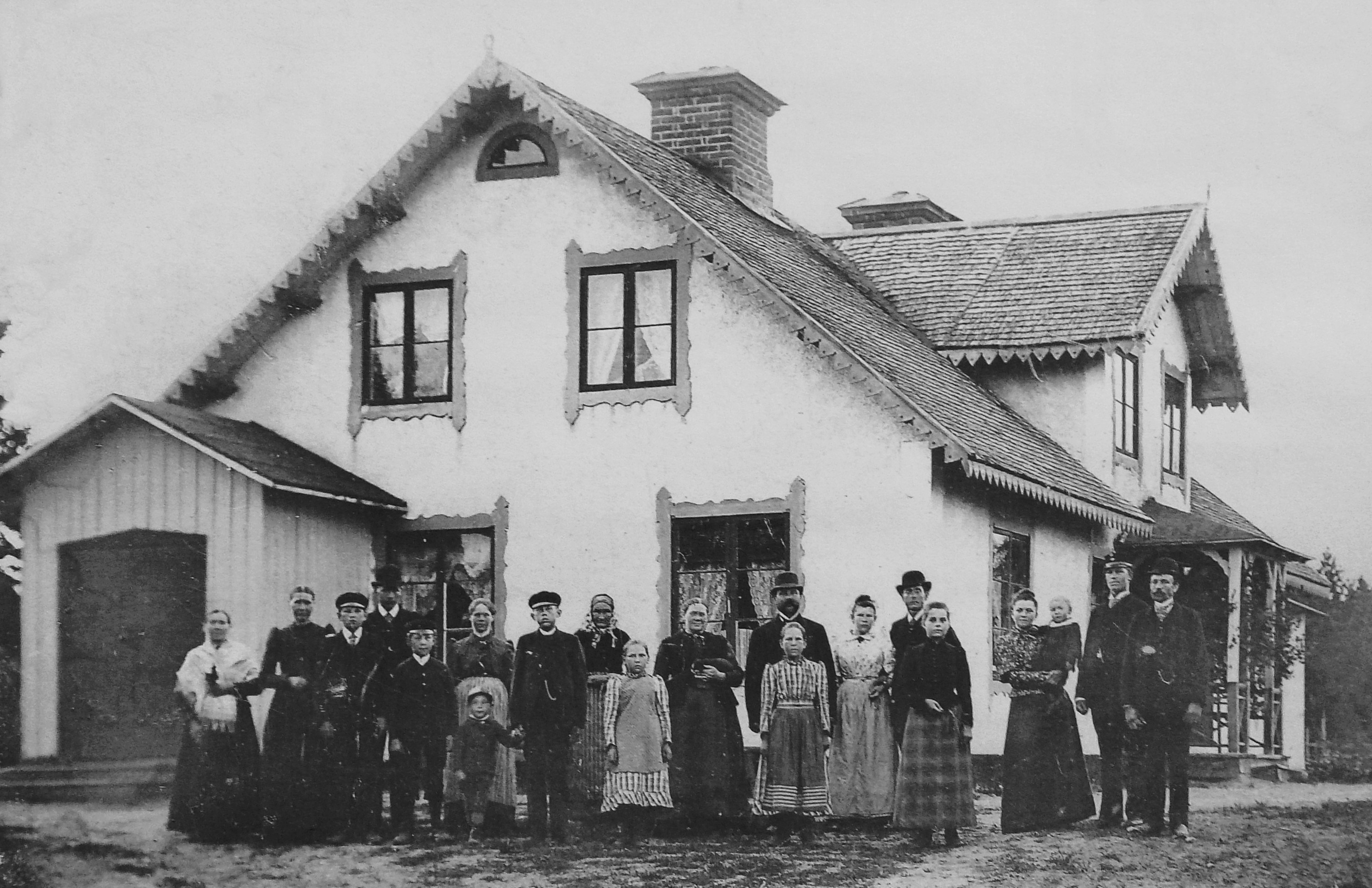
Mossens gård ca 1900.
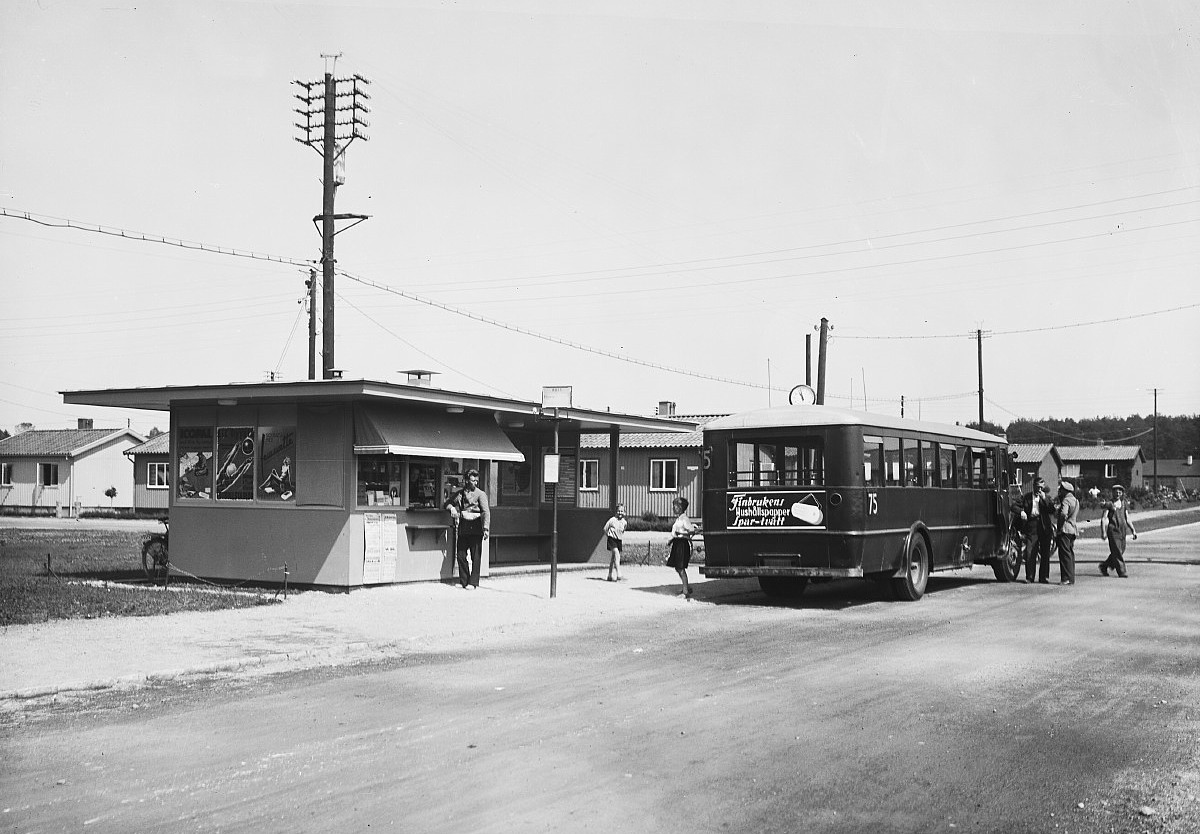
Buss 75 vid Lingvägen/Victor Balcks väg 1937.
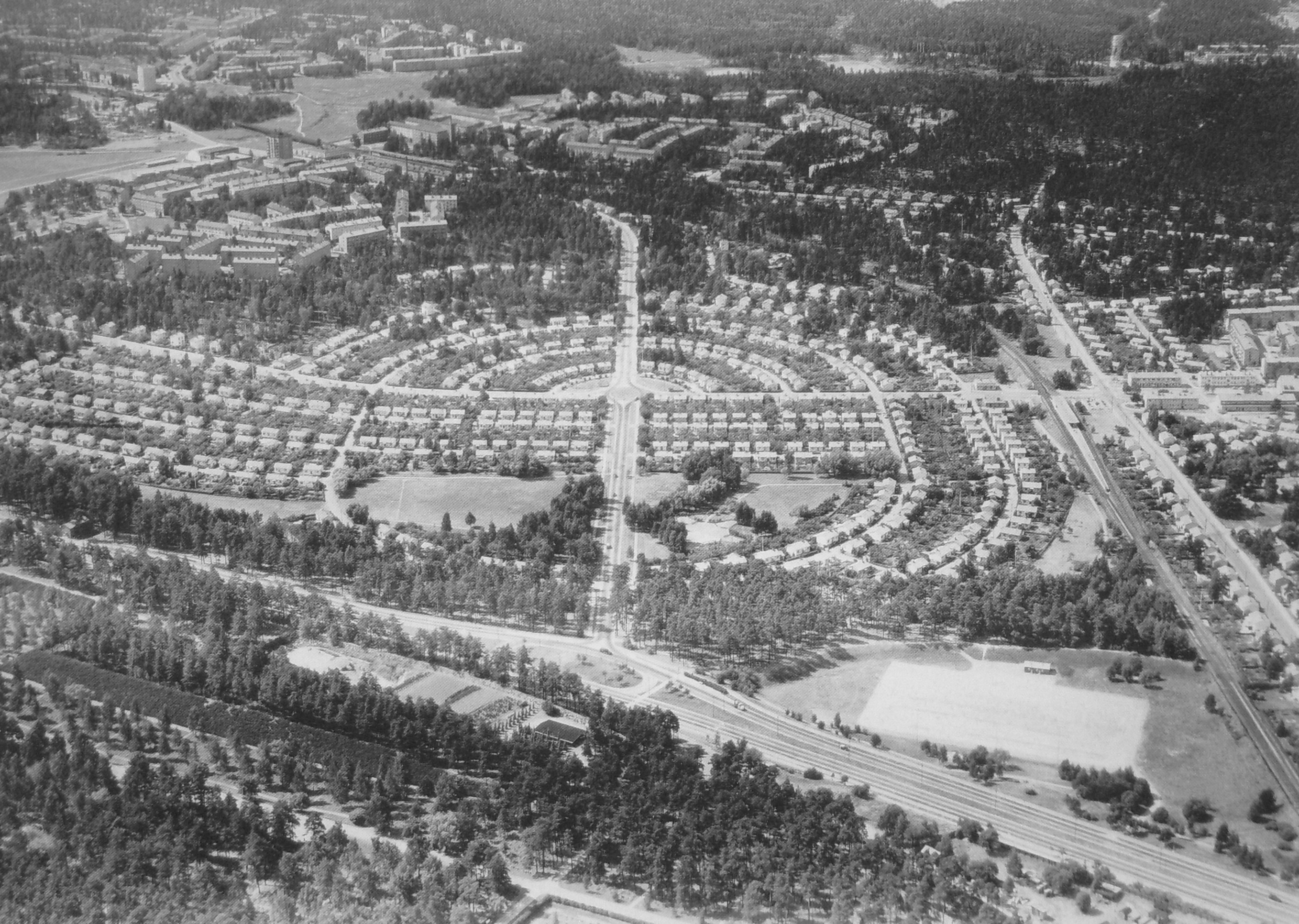
Olympiaområdet 1959
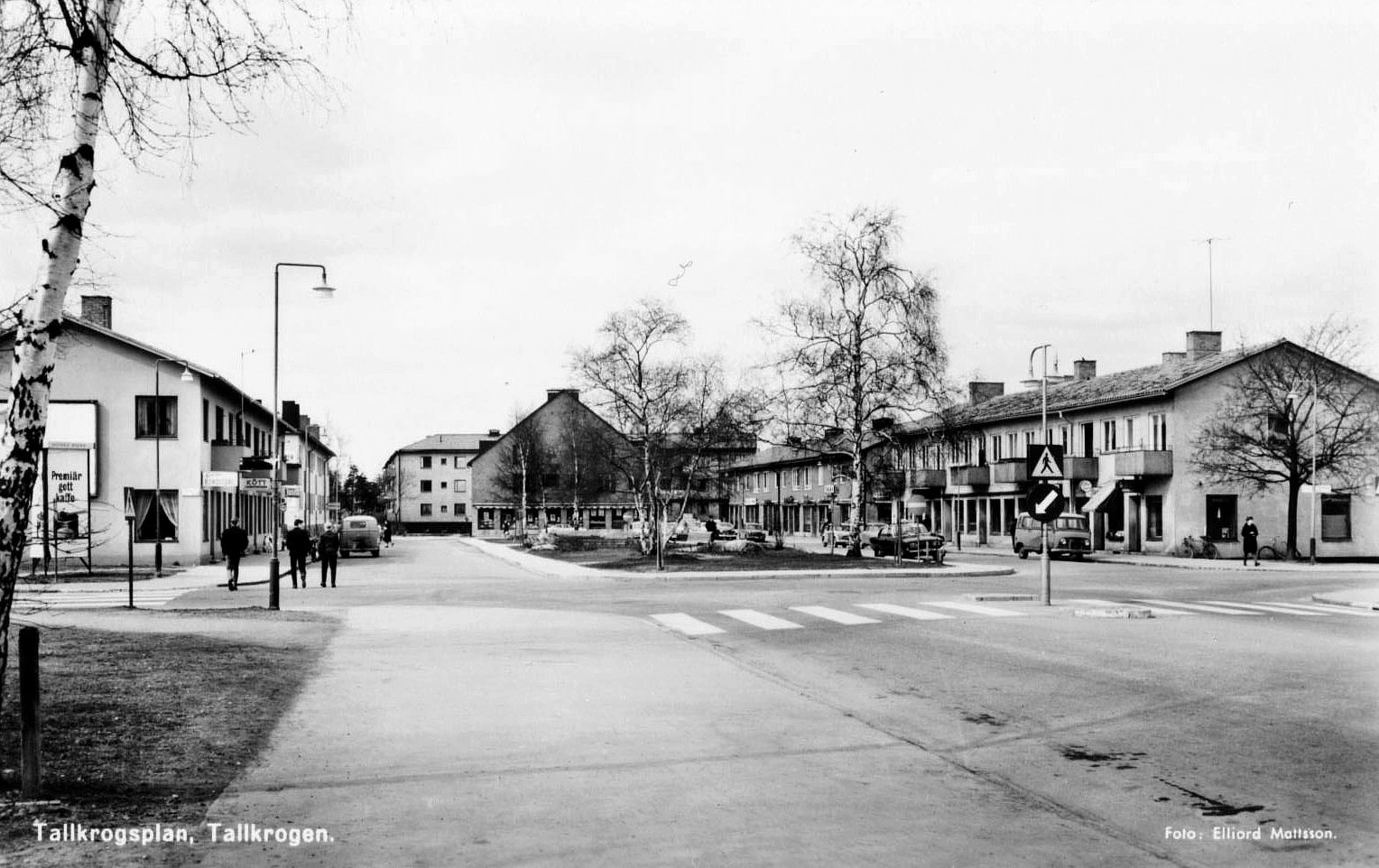
Tallkrogsplan på 1960-talet.

## Tallkrogens centrum
Stadsdelens centrum ligger kring Tallkrogsplan och i korsningen Victor Balcks väg / Tallkrogsvägen. Själva centrumet invigdes 1943. Länge fanns här många småaffärer av typ tobak och tidningar, hembageri, sybehör, fiskhandel, grönsaksaffär och skomakare. De flesta småaffärer är numera borta, idag finns här bland annat en livsmedelsaffär samt en tunnelbanestation. Öster om tunnelbaneviadukten, i kvarteret Gymnasten intill Victor Balcks väg uppförde Kooperativa förbundet 1934 och 1936 en butikslänga för kött, chark, mjölk och bröd. Arkitekt var Eskil Sundahl.

## Kommunikationer
Till en början fick Tallkrogens nybyggare gå till Gamla Enskede och ta spårvagn linje 8 in till Slussen. Men redan 1935 öppnade busslinje 75 mot Skanstull. Ändhållplatsen var korsningen Lingvägen / Victor Balcks väg. Den 1 oktober 1950 invigdes Tallkrogens tunnelbanestation som ligger vid norra änden av Victor Balcks väg. Idag finns även på vardagar en service-busslinje som går Gubbängen-Tallkrogen-Svedmyra.

## Skola
Tallkrogens skola är en kommunal grundskola med årskurserna 1–6 samt förskoleklasser. Skolan har cirka 505 elever. I skolans närhet finns stora grönområden som ger utrymme för både utomhuspedagogik, idrott- och fritidsaktiviteter.

## Demografi
År 2017 hade stadsdelen cirka 4 400 invånare, varav cirka 18,8 procent med utländsk bakgrund.

## Sport
Planer på att bygga en bandyhall i Tallkrogen skrotades i januari 2016. Projektet flyttades i stället till Gubbängen.

## Nutida bilder

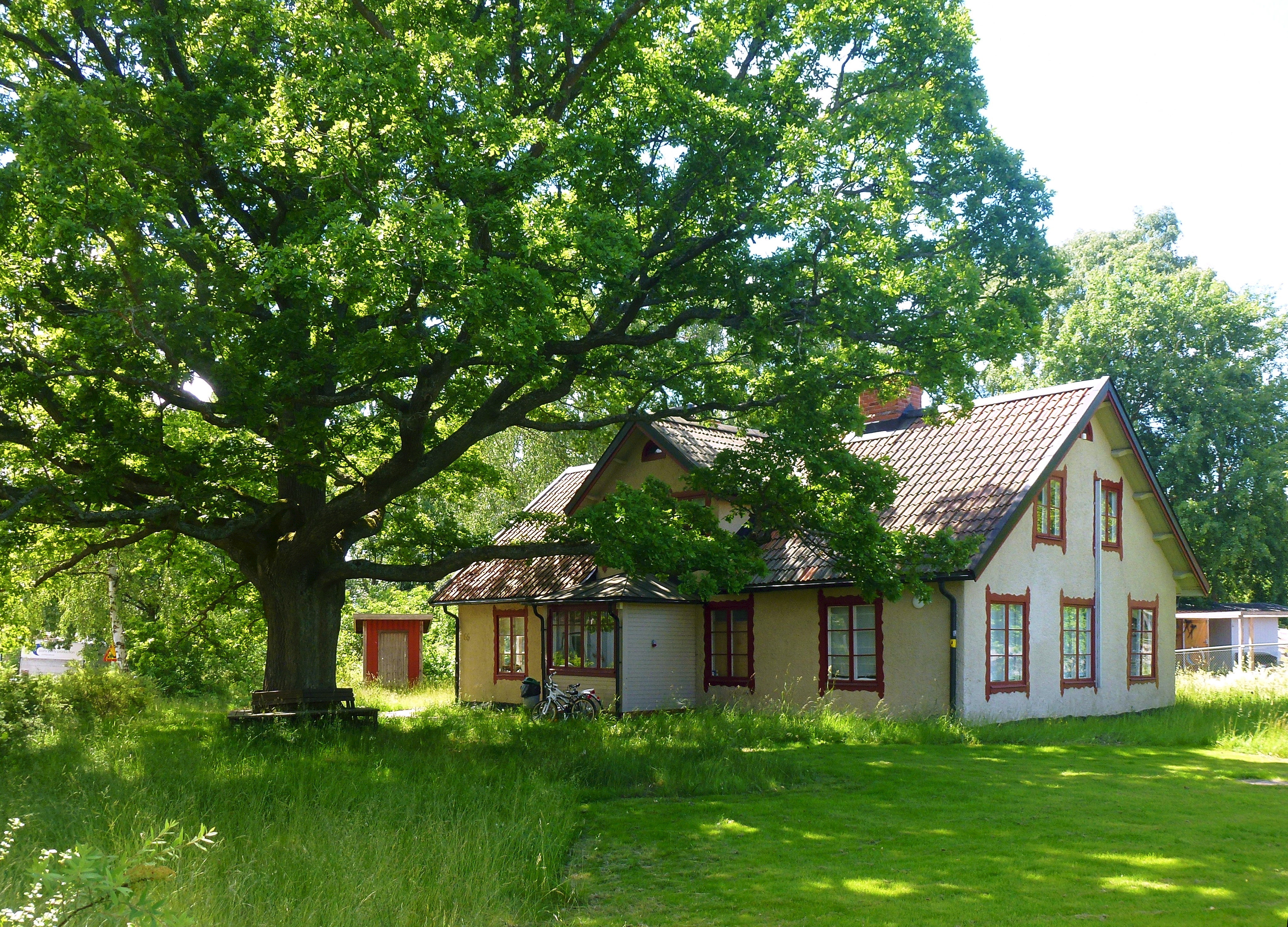
Mossens gård och eken, juli 2015
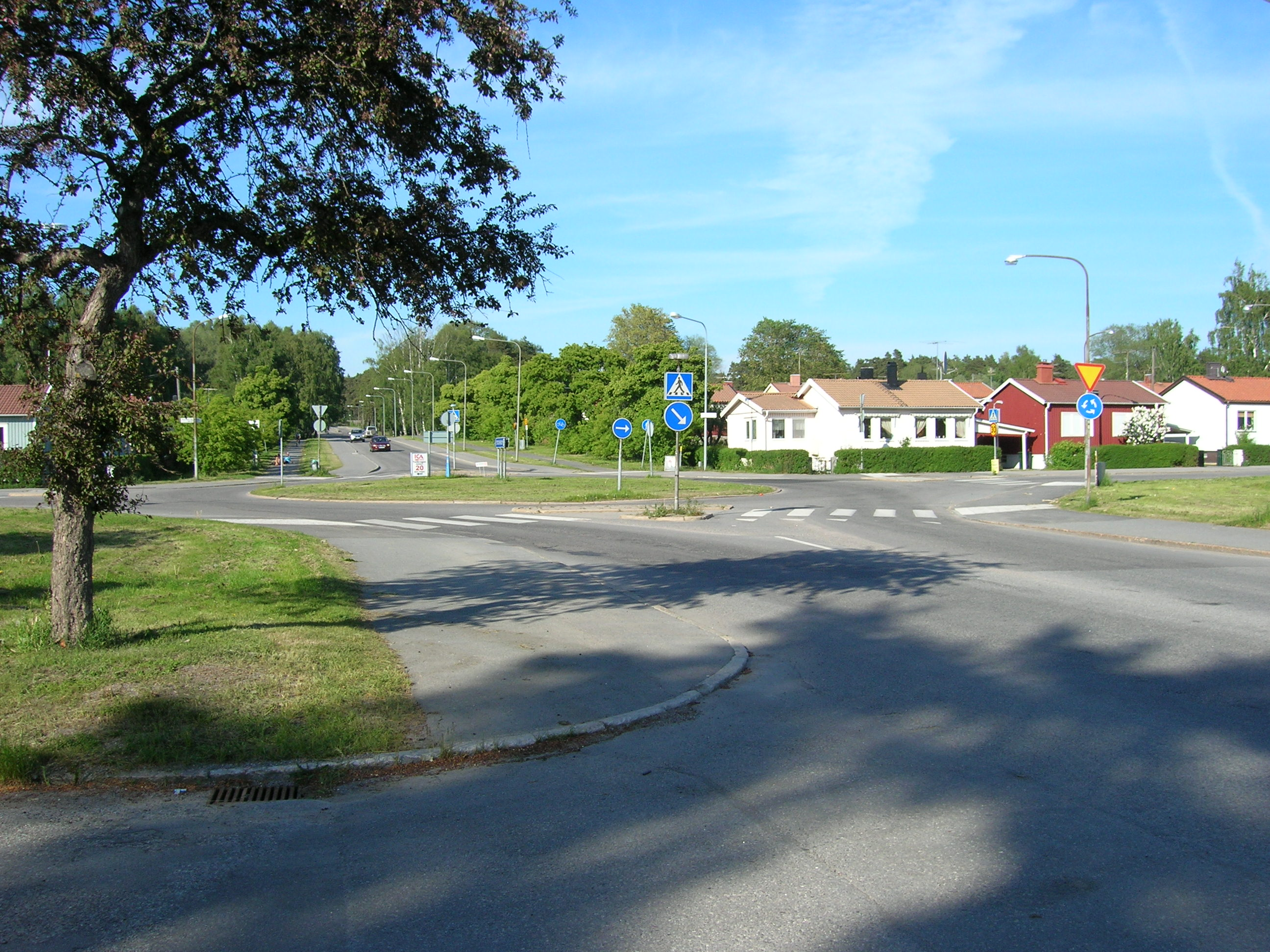
Rondell Lingvägen-Viktor Balcks väg
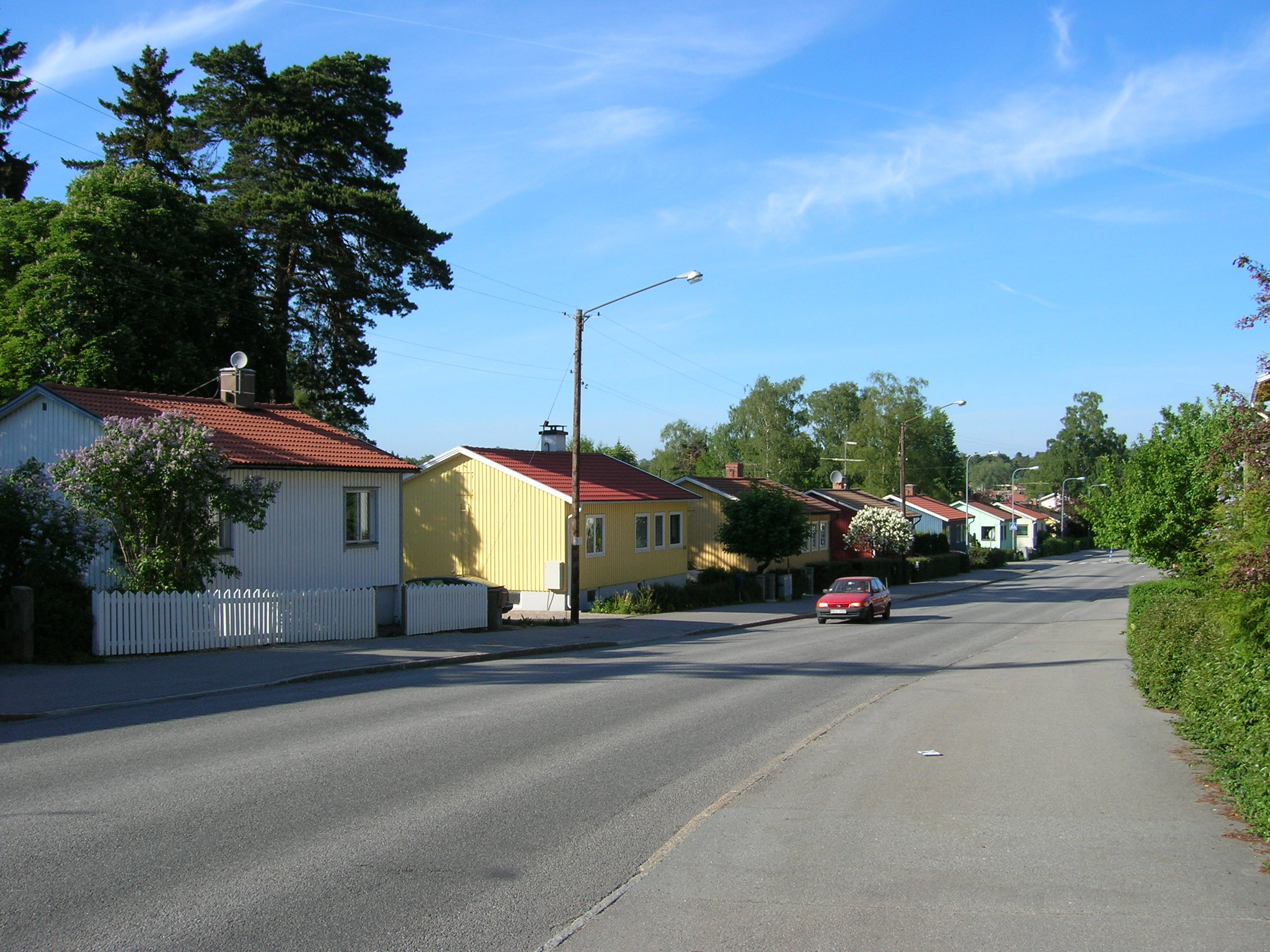
Lingvägen
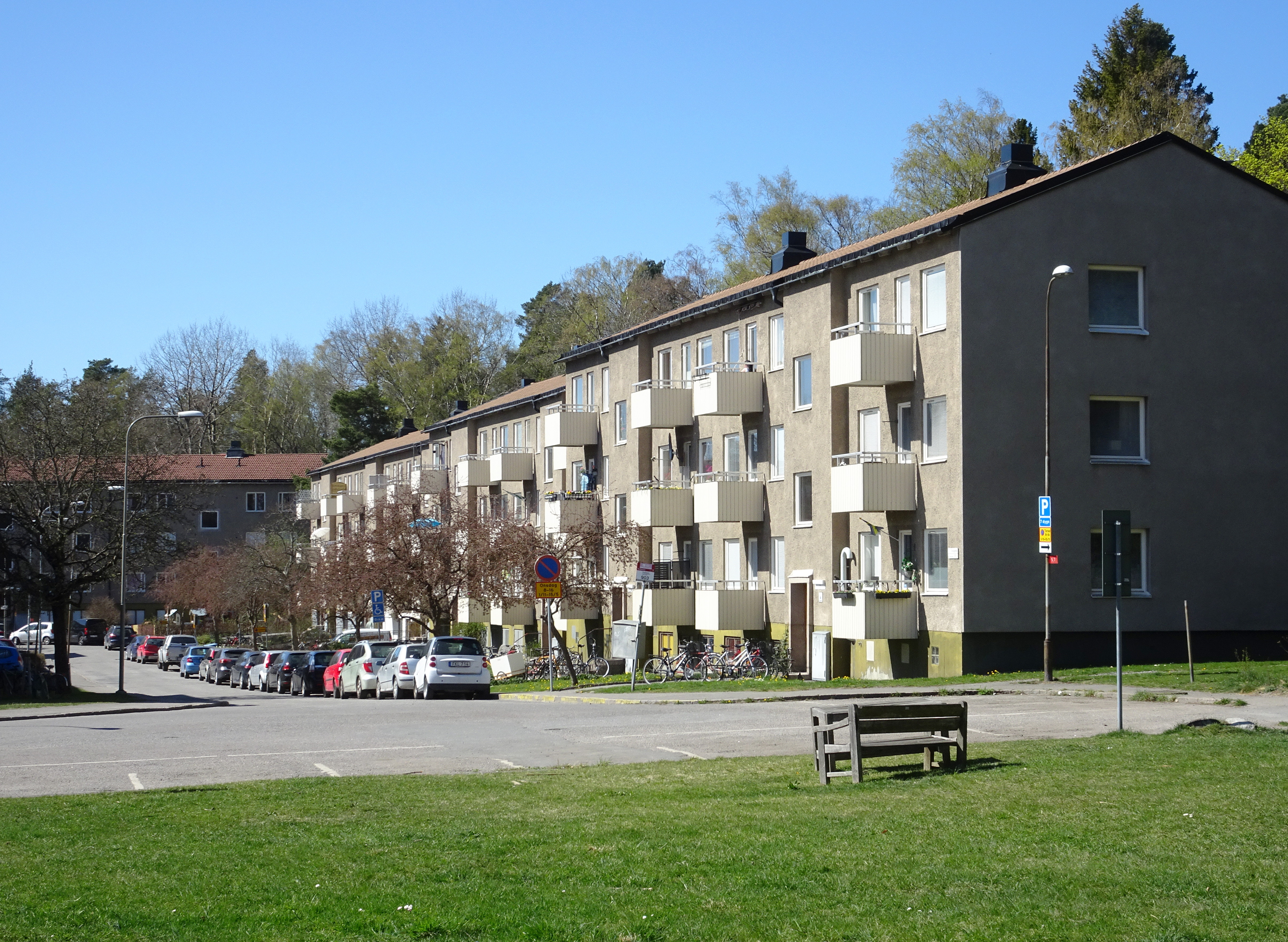
Torögatan

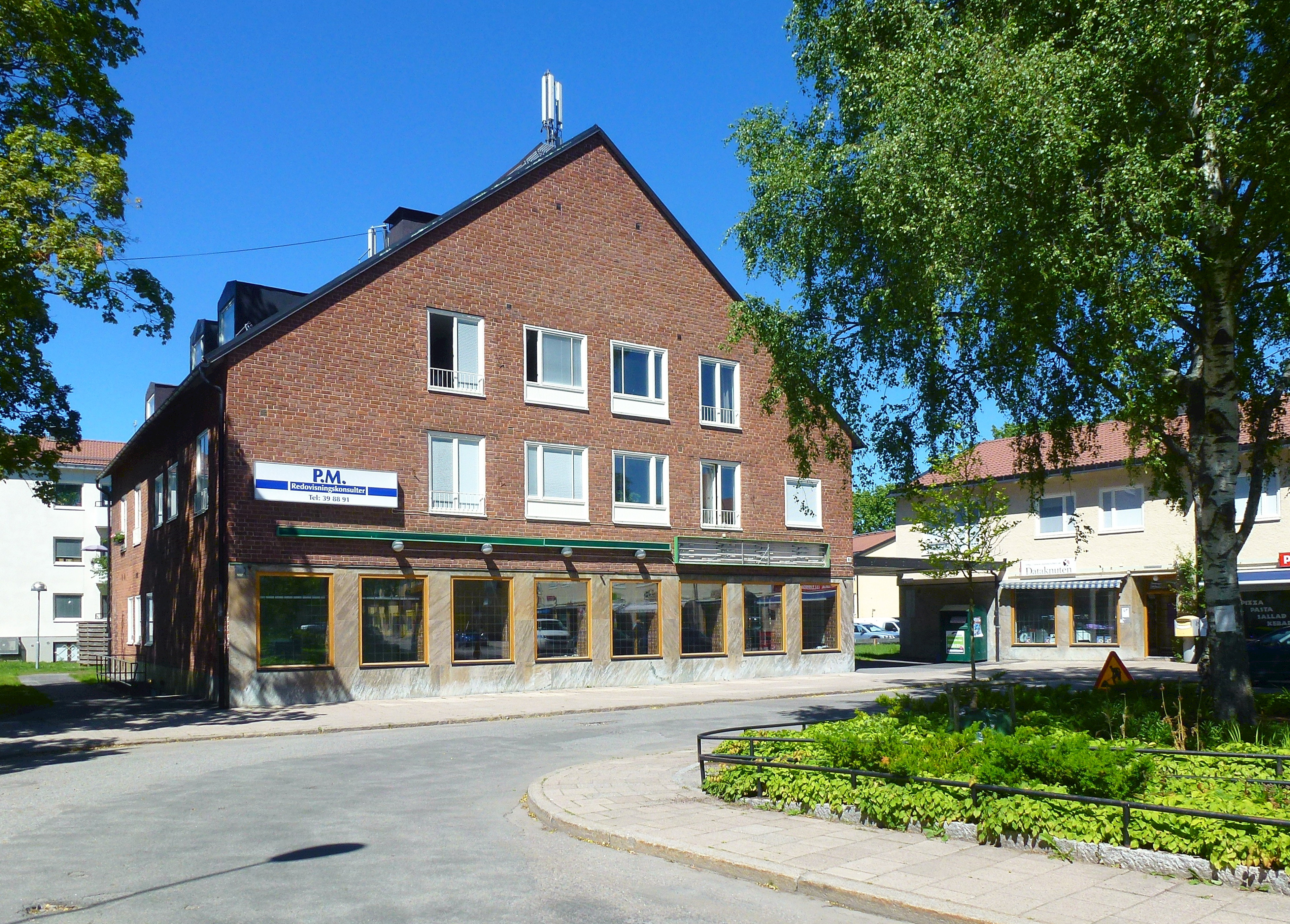
Tallkrogsplan 90
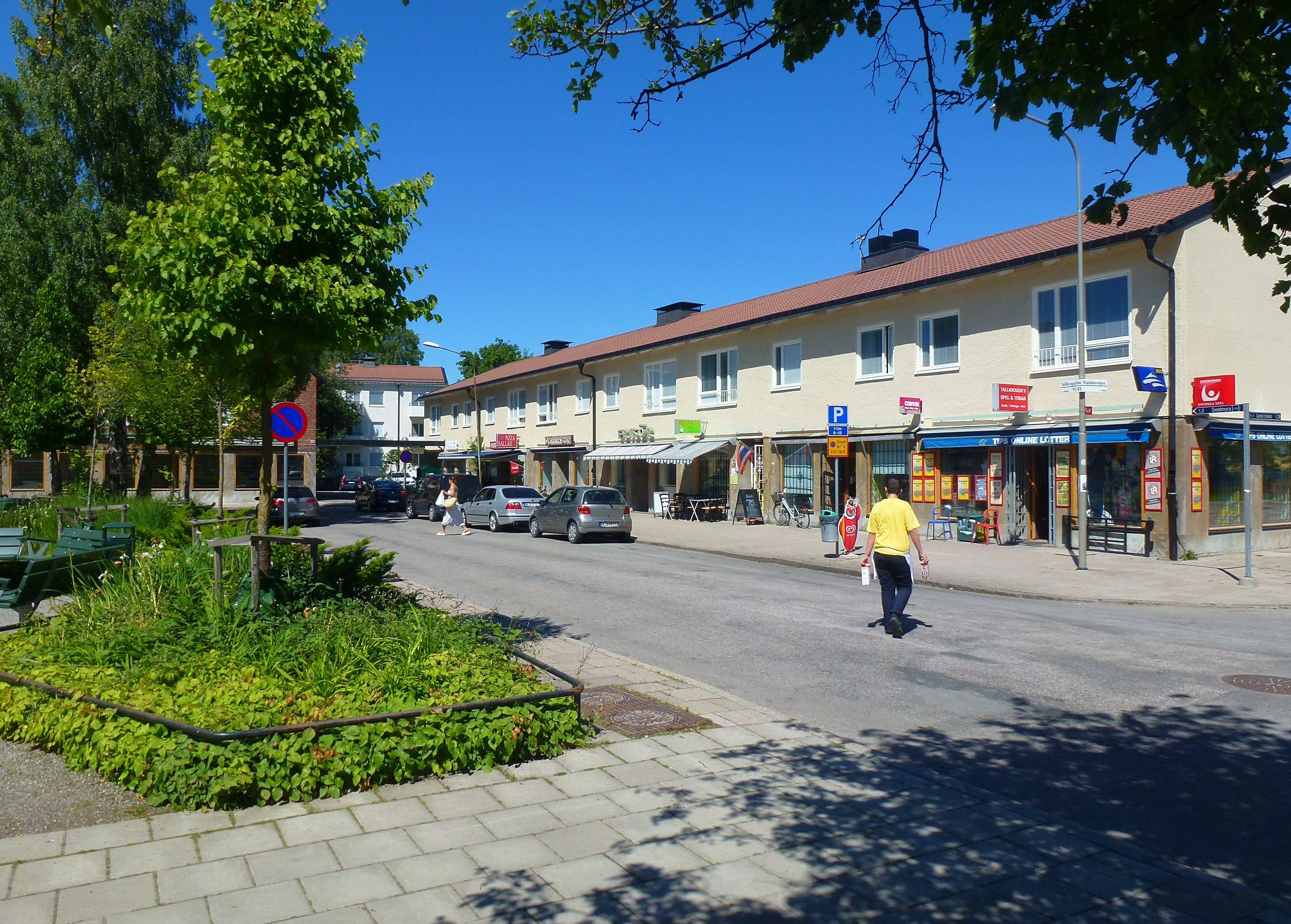
Tallkrogsplan östra del
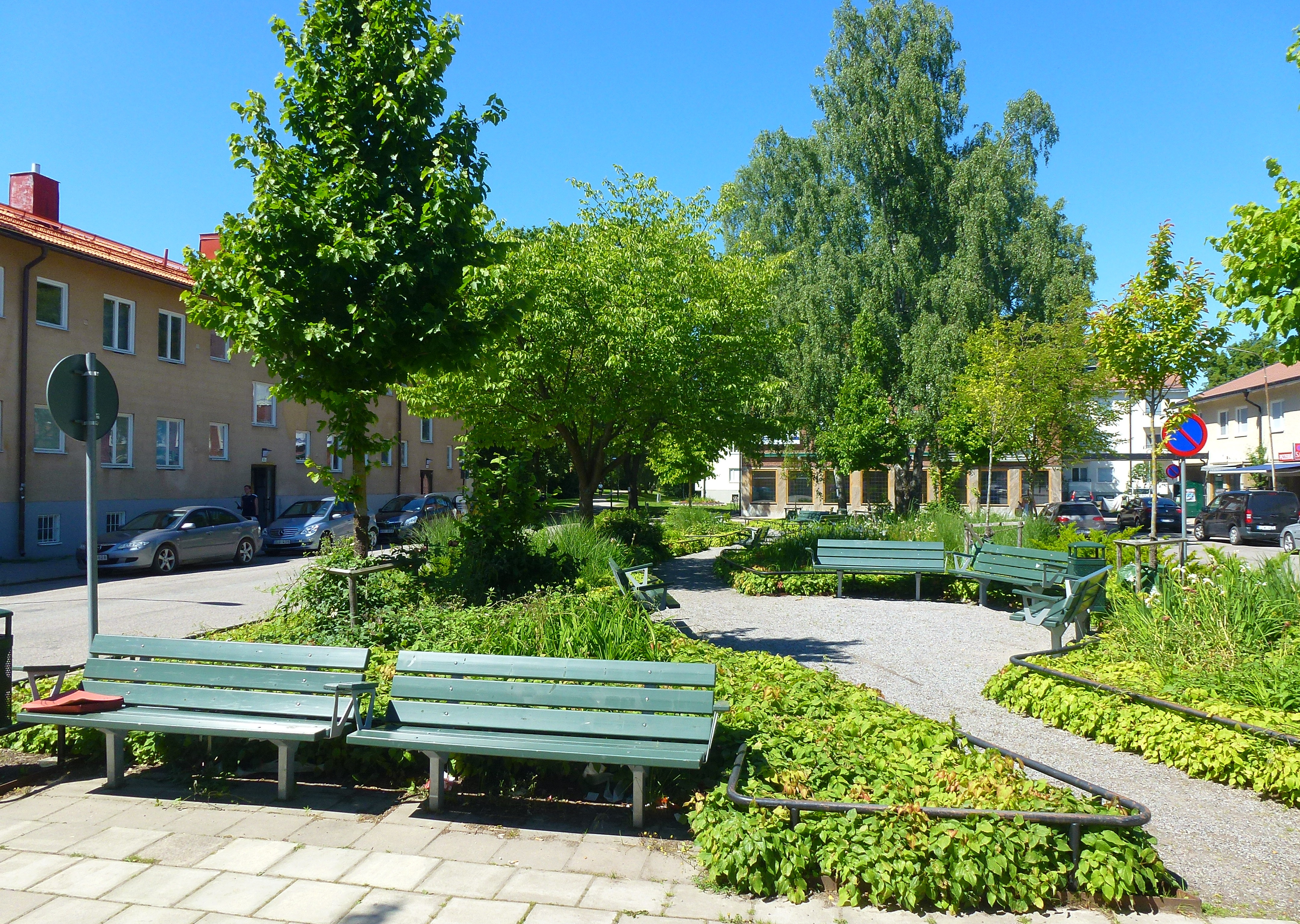
Tallkrogsplan, parkdelen
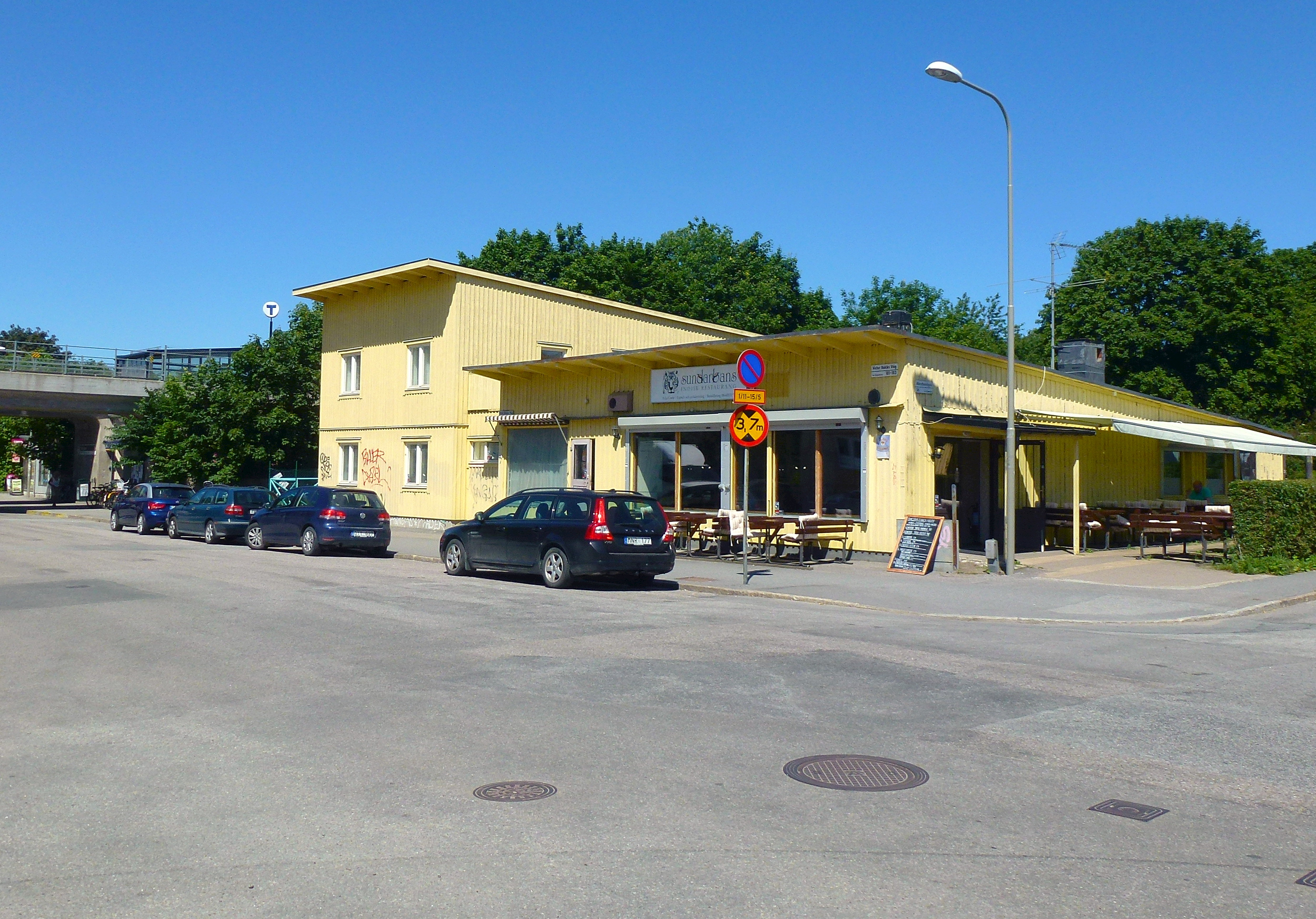
Kvarteret Gymnasten, arkitekt Eskil Sundahl